# Charles Bachman
Charles William Bachman (n. 11 decembrie 1924, Manhattan⁠(d), Kansas, SUA – d. 13 iulie 2017, Lexington, Massachusetts, SUA) a fost un informatician american, cunoscut pentru contribuțiile aduse în domeniul bazelor de date, contribuții care i-au adus în 1973 Premiul Turing.